# Govan Graving Docks

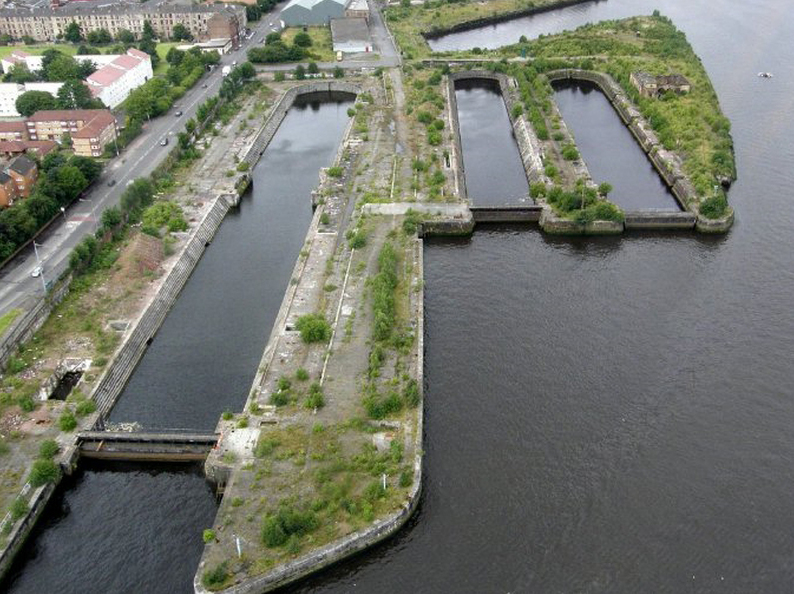
Govan Graving Docks

Die Govan Graving Docks sind ehemalige Trockendocks in Govan, einem Stadtteil im Süden der schottischen Stadt Glasgow. 1987 wurde das aus drei Docks bestehende Bauwerk in die schottischen Denkmallisten in der höchsten Denkmalkategorie A aufgenommen.

## Geschichte
Der Clyde Navigation Trust initiierte das Bauwerk, um den Schiffsbau am Clyde voranzutreiben. Die drei Docks wurden in separaten Bauphasen sukzessive eingerichtet. Der äußere wurde 1875, der zentrale 1886 und der innere 1898 fertiggestellt. Seit den 1970er Jahren wird eine Nachnutzungsmöglichkeit für die ungenutzten Docks gesucht. Die Einrichtung eines maritimen Museums wurde hierbei verworfen. 2008 wurde die Anlage in das Register gefährdeter denkmalgeschützter Bauwerke in Schottland aufgenommen. Ihr Zustand wurde 2017 als „schlecht“, bei „mäßiger Gefährdung“ eingestuft.

## Beschreibung
Die Govan Graving Docks befinden sich am linken Clyde-Ufer im südlichen Glasgower Stadtteil Govan. Die in Schottland einzigartige Anlage besteht aus drei Trockendocks mit den zugehörigen Kaianlagen. Zugehörige technische Einrichtungen wurden zwischenzeitlich großteils entfernt. Das älteste, äußere Becken ist 168 m lang, 22 m breit und 6,9 m tief. Das Metallcaisson-Tor sowie das zugehörige Bediener- und Pumpenhaus an der Nordseite ist erhalten. Das mittlere Becken weist die geringste Breite auf. Es ist 175 m lang, 20 breit und 6,9 m tief. Ungleich dem äußeren Becken sind seine Wände nicht gerundet, sondern gestuft. Das innere, jüngste Becken ist 268 m lang, 25 m breit und 8 m tief. Es konnte entweder ein großes oder zwei kleinere Schiffe aufnehmen. Nahe dem Abschluss ist das Pumpenhaus mit elektrischen Pumpen erhalten.